# USS White Sands (ARD-20)
L' USS White Sands (ARD-20), (aussi USS ARD-20, USS(AB)-20 et AGDS-1) était un quai de réparation auxiliaire, un type de cale sèche flottante auxiliaire non automotrice de l'US Navy de classe ARD-12. Il a servi entre 1944 et 1947, puis de 1966 à 1974,.

## Historique
Construit en 1943 par la Pacific Bridge Company (en) à Alameda en Californie, l' ARD-20 a été livré le 31 mars 1944 à l'US Navy

### Première période de service (1944-1947)
Après une formation au Drydock Training Center de Tiburon, en Californie, l' ARD-20 quitta la baie de San Francisco le 11 juin 1944, remorqué par le navire marchand SS Stratford Point. Il s'est brièvement arrêté à la base navale d'Espiritu Santo dans les îles des Nouvelles-Hébrides avant d'arriver à sa base assignée, Seeadler Harbour (en), sur l'île de Manus (îles de l'Amirauté), le 12 août 1944. En tant qu'unité su Service Squadron 3 de la Septième flotte des États-Unis ARD-20 réparé les navires endommagés au combat à Manus pendant les huit mois suivants.
Le 16 avril 1945, le remorqueur USS ATA-170 a transféré l' ARD-20 hors du port de Seeadler sur l'île de Morotai, située juste au nord d'Halmahera dans l'archipel des Moluques. Les deux navires arrivèrent à Morotai le 29 avril 1945. L' ARD-20 y effectua des réparations jusqu'au 24 juillet 1945, date à laquelle il fut remorqué jusqu'à la base de réparation de Manicani Island (en), située près du Samar oriental des Philippines, où il passa 19 mois.
L'ARD-20 a quitté Manicani le 25 février 1947, remorqué par le navire marchand SS Robert Eden, et est arrivé à Apra Harbor, (Guam), le 9 mars 1947. Plus tard en 1946, le navire marchand SS Robert Hartley l'a remorquée via Pearl Harbor, Territoire d'Hawaï, à San Pedro, Californie, où les deux navires arrivèrent le 11 septembre 1947.
L' ARD-20 a été mis hors service le 7 octobre 1947 et amarré avec le groupe San Pedro de la flotte de réserve du Pacifique.

### Deuxième période de service (1966-1974)
Dix-huit ans plus tard, en octobre 1965, l' ARD-20 a été transféré au chantier naval de Long Beach sur Terminal Island, en Californie, où les travaux ont commencé sur sa modernisation et sa conversion en navire de soutien pour bathyscaphe. Reclassé en tant que quai de réparation auxiliaire de support bathyscaphe (ARD(BS)), il a été mis en service le 14 septembre 1966 sous le nom d' USS ARD(BS)-20 et affecté à la Force sous-marine de l'United States Pacific Fleet sous le commandement du Chef des opérations navales, pour participer aux projets de recherche liés aux véhicules de submersion profonde et à leur fonctionnement.
Le 9 mars 1968, ARD(BS)-20 a été nommé USS White Sands (ARD-20) avec une désignation de coque raccourcie.
À partir de 1968, White Sands a mené des essais avec le bathyscaphe Trieste II dans divers environnements océaniques ouverts. Ces tests ont eu lieu près du Undersea Weapons Center près de l'île San Clemente au large de la Californie. Le White Sands a également participé à la récupération d'un satellite de reconnaissance KH-9 Hexagon perdue en mer.

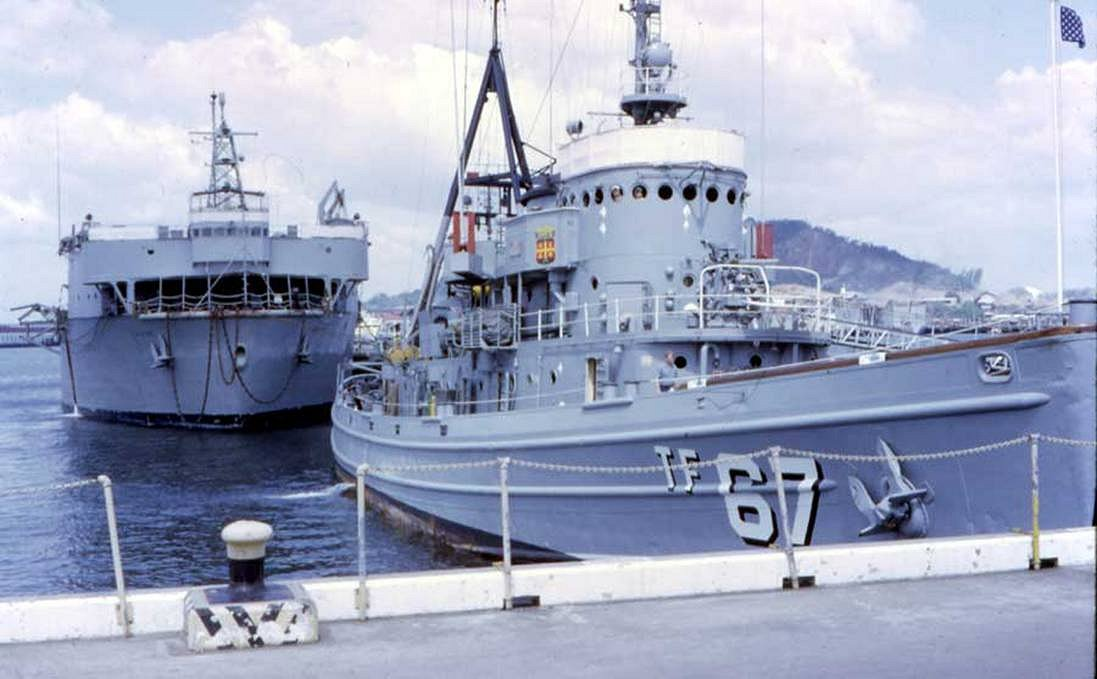
USS White Sands, transportant le bathyscaphe Trieste II, amarré derrière le remorqueur océanique de la flotte USS Apache (ATF-67) dans la zone du canal de Panama (28 février 1969). Apache remorquait White Sands vers l'Atlantique pour rechercher le sous-marin nucléaire coulé USS Scorpio (SSN-589) au large des Açores.

En février 1969, White Sands, transportant Trieste II, quitta la côte ouest des États-Unis, remorqué par le remorqueur océanique de la flotte USS Apache (ATF-67) (en) pour participer à la recherche du sous-marin nucléaire USS Scorpion (SSN-589) qui avait a été perdu dans l'océan Atlantique près des Açores en 1968, employant Trieste II et soutenu par Apache et le destroyer de transport à grande vitesse USS Ruchamkin (APD-89). Le White Sands a conclu son rôle dans la mission Scorpion au début d'août 1969 et a été remorqué, via le canal de Panama, jusqu'à San Diego, en Californie, où il est arrivé le 7 octobre 1969.
À San Diego, White Sands a repris sa mission de recherche avec des véhicules de submersion profonde. Le 1er août 1973, il a été reclassé navire auxiliaire de soutien à la submersion profonde et renommé AGDS-1.

### Destination finale
À la fin de l'été 1974, White Sands a été mis hors service. Son nom a été rayé du Naval Vessel Register en septembre 1974 et il devait être vendu à la casse. Au lieu de cela, il a été acheté par Marine Power and Equipment, basée à Seattle, pour être utilisé dans la construction de barges pour l'US Navy. L'entreprise a choisi de le déplacer dans le lac Union de Seattle, où il serait ensuite utilisé comme cale sèche permanente en eau douce.

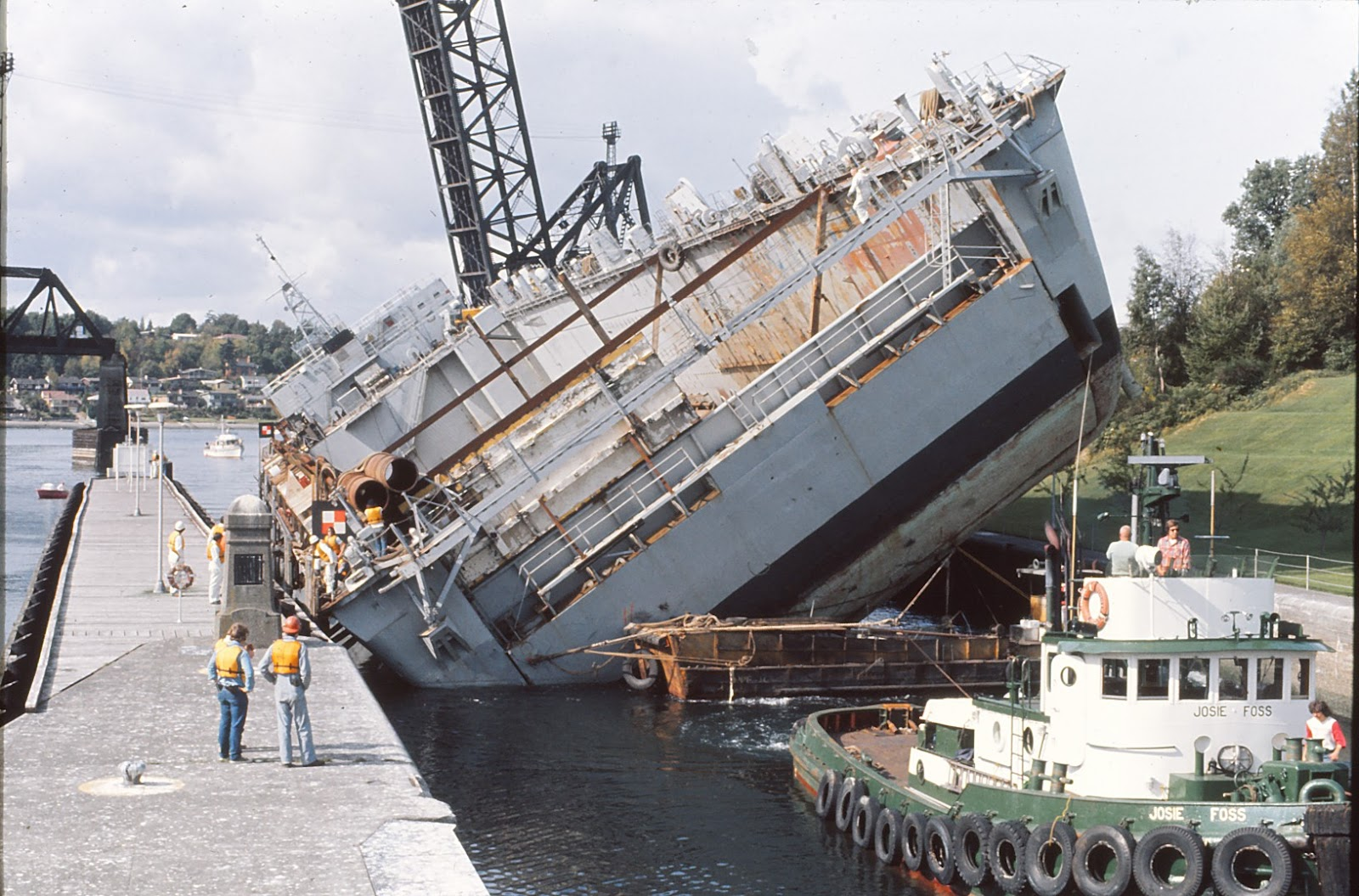
USS White Sands traversant les Ballard Locks de Seattle sur sa gîte, le 4 octobre 1975

Cependant, pour atteindre sa résidence permanente, il fallait passer par les écluses Ballard. En coopération avec le Corps du génie de l'armée des États-Unis, les opérateurs des écluses, un plan a été conçu pour gîter partiellement le White Sands sur un côté, puis le faire passer. Pour ce faire, un côté du navire a été lesté avec de l'eau et avec 51 blocs de béton et 17 piles de plaques d'acier, pesant près de 1 226 tonnes, tandis que l'autre côté - élevé à 38 degrés dans l'air - était soutenu par deux immenses airbags câblées à la superstructure du navire.
Ajoutant à la difficulté de cet exploit technique, il a été déterminé que le passage ne pouvait être tenté qu'à la marée la plus haute. Si le navire était retardé de quelques instants, son fond ne dégagerait plus le côté des écluses. Tenter un tel transit était incroyablement risqué : aujourd'hui encore, les écluses supportent un volume important de trafic commercial. Si la marée s'était calmée avant qu'elle n'ait terminé le transit, les ingénieurs avaient déjà décidé qu'il n'y avait qu'une seule autre option : la couper rapidement en morceaux et la mettre au rebut.
Une première tentative a échoué lorsque l'un des airbags de soutien s'est libéré. Le lendemain, le 4 octobre 1975, la deuxième tentative a été un succès. ARD-20 a été doucement tiré en position dans les écluses par des remorqueurs et a transité par les écluses à marée haute.
Le White Sands reste le plus grand navire à avoir transité par les écluses de Ballard et est toujours utilisé comme cale sèche à Lake Union Dry Dock Company (en) à Seattle. Il est visible sur les cartes du lac Union, dans le coin sud-est de celui-ci. Il est resté  en grande partie intacte; seule la partie avant de sa superstructure a été coupée afin qu'il puisse s'asseoir au ras de ses amarres.

## Décoration
- American Campaign Medal
- Asiatic-Pacific Campaign Medal
- World War II Victory Medal
- National Defense Service Medal

### Liens connexes
- Liste des navires auxiliaires de l'United States Navy
- Théâtre du Pacifique de la Seconde Guerre mondiale